# 北澤育英会
公益財団法人北澤育英会（きたざわいくえいかい）は、バルブメーカー株式会社北澤バルブ（現・株式会社キッツ）の創業者である北澤利男が私費を投じて、1974年(昭和49年)に設立した奨学のための育英事業を行う公益財団法人である。令和6年で発足50周年。理事長は堀田康之氏